# 슈테피 존스
슈테파니 앤 존스(독일어: Stephanie Ann Jones, 1972년 12월 22일 ~ )는 슈테피 존스(독일어: Steffi Jones)라는 이름으로 알려져 있는 독일의 전직 여자 축구 선수이자 축구 감독으로 선수 시절 포지션은 수비수였다.

## 클럽 경력
슈테피 존스는 4세 시절에 축구를 시작했으며 1979년부터 1986년까지 프랑크푸르트를 연고로 하던 남자 청소년 축구 클럽인 SV 보나메스 소속으로 활동했다. 1986년에 1. FFC 프랑크푸르트의 전신인 SG 프라운하임 여자 축구단에 합류하면서 선수 생활을 시작했고 1991년에 FSV 프랑크푸르트로 자리를 옮겼다.
1992년부터 1993년까지 친정 팀인 SG 프라운하임 소속으로 활동했다가 1993년부터 1994년까지 TuS 니더키르헨 소속으로 활동했다. 1994년부터 1997년까지 다시 친정 팀인 SG 프라운하임 소속으로 활동했으며 1997년부터 1998년까지 다시 친정 팀인 FSV 프랑크푸르트로 복귀했다. 1997-98 프라우엔-분데스리가 시즌에서는 FSV 프랑크푸르트의 우승에 기여했다.
1998년에 SC 07 바트노이에나어로 이적했고 2000년에 1. FFC 프랑크푸르트로 이적했다. 2002년에 미국 여자 축구 리그 소속 여자 축구 클럽인 워싱턴 프리덤에 합류했고 2003 미국 여자 축구 리그 시즌에서 워싱턴 프리덤의 우승에 기여했다. 2003년에 친정 팀인 1. FFC 프랑크푸르트로 복귀했고 2007년 12월 9일에 축구 선수 생활에서 은퇴했다. 1. FFC 프랑크푸르트 소속으로 활동하던 동안에는 프라우엔-분데스리가 5회 우승, 여자 DFB-포칼 3회 우승, UEFA 여자컵(현재의 UEFA 여자 챔피언스리그) 2회 우승에 기여했다.

## 국가대표 경력
슈테피 존스는 1993년 7월 3일에 열린 덴마크와의 UEFA 여자 유로 1993 3·4위전 경기에 처음 출전하면서 독일 여자 축구 국가대표팀 선수로 데뷔했는데 독일은 덴마크에 1-3 패배를 기록하면서 4위를 차지했다. UEFA 여자 유로 1997, UEFA 여자 유로 2001, UEFA 여자 유로 2005에서 독일의 우승에 기여했으며 2000년 시드니 하계 올림픽, 2004년 아테네 하계 올림픽에서 독일의 올림픽 여자 축구 동메달에 기여했다.
2003년 FIFA 여자 월드컵에서는 아르헨티나와의 조별 예선 3차전 경기에서 십자인대가 파열되는 부상을 당하여 6개월 동안 경기에 출전하지 못했는데 독일은 해당 대회에서 우승을 차지했다. 2007년 3월 26일에 국가대표팀에서 은퇴할 때까지 111경기에 출전하여 9골을 기록했다.

## 감독 경력
슈테피 존스는 2016년 8월 20일에 독일 축구 연맹으로부터 질비아 나이트의 후임 독일 여자 축구 국가대표팀 감독으로 임명되었다. 하지만 네덜란드에서 개최된 UEFA 여자 유로 2017에 참가한 독일 여자 축구 국가대표팀이 덴마크와의 8강전 경기에서 1-2 패배를 기록하면서 공개적인 비판의 대상이 되기도 했다.
독일 축구 연맹은 슈테피 존스와의 계약을 프랑스에서 개최된 2019년 FIFA 여자 월드컵까지 연장했다. 그러나 독일 여자 축구 국가대표팀이 2018년 3월에 미국에서 개최된 시빌리브스컵에서 거듭된 졸전 끝에 1무 2패, 최종 순위 4위라는 최악의 성적을 기록하면서 독일 축구 연맹은 2018년 3월 13일에 슈테피 존스 감독을 경질하게 된다.

## 사생활
슈테피 존스는 프랑크푸르트암마인에서 서독에 주둔한 아프리카계 미국인 군인의 딸로 태어났다. 아버지가 3세 시절에 미국으로 귀국했기 때문에 슈테피 존스는 프랑크푸르트암마인에서 노동자로 근무하던 어머니 밑에서 성장했다.
슈테피 존스는 2012년부터 자신의 여자 친구인 니콜 파르마(Nicole Parma)와 함께 거주했고 2014년 6월 7일에 시민 결합 관계를 수립했다. 2013년 2월에는 자신이 레즈비언임을 공개적으로 표명했다. 2007년 8월에는 자서전 《인생의 킥》(Der Kick des Lebens)을 출간했다. 슈테피 존스는 독일에서 개최된 2011년 FIFA 여자 월드컵 조직위원회 위원장을 역임했으며 독일 스포츠 대학교 쾰른에서 코칭 라이센스 과정을 취득했다.

## 수상

### 클럽
FSV 프랑크푸르트
- 프라우엔-분데스리가 1회 우승 (1997-98)

1. FFC 프랑크푸르트
- 프라우엔-분데스리가 5회 우승 (2000-01, 2001-02, 2002-03, 2004-05, 2006-07)
- 여자 DFB-포칼 3회 우승 (2000-01, 2001-02, 2002-03)
- UEFA 여자컵(UEFA 여자 챔피언스리그) 2회 우승 (2001-02, 2005-06)

### 국가대표
- UEFA 여자 유로 1997 우승
- 2000년 시드니 하계 올림픽 여자 축구 동메달
- UEFA 여자 유로 2001 우승
- 2003년 FIFA 여자 월드컵 우승
- 2004년 아테네 하계 올림픽 여자 축구 동메달
- UEFA 여자 유로 2005 우승